# Ботанический сад Национальной академии наук Кыргызской Республики
Ботанический сад Национальной академии наук Кыргызской Республики (БС НАН КР), также известный как Ботанический сад им. Э. З. Гареева — научно-исследовательский институт Отделения химико-технологических, медико-биологических и сельскохозяйственных наук Академии наук Кыргызской Республики, расположенный в Бишкеке. Находится в муниципальном-территориальном управлении 7 Октябрьского района .

## Описание
Создан в марте 1938 года (архитекторы И.Выходцев, Е.Никитин). В 1964 году Ботаническому саду присвоен статус НИИ. Работают 4 лаборатории: древесных и кустарниковых растений, цветочно-декоративных растений, биологии плодовых растений, физиологии устойчивости растений. В Ботаническом саду собрано более 2,5 тыс. видов и форм древесных и кустарниковых растений, более 3,5 тыс. цветочно-декоративных, оранжерейных, травянистых и более 8 тыс. новых форм и сортов плодовых растений. По богатству видового состава Ботанический сад занимает 1 место в Центральной Азии и ведущее место в СНГ. Является членом Международной ассоциации ботанических садов (МАБС).
На сегодняшний день сад занимает 124 га. Горожанам разрешается гулять только на 36 га.
В 2011 году на территории сада планировалось строительство канадской биолаборатории, был выделен участок в 4 га, но после вмешательства Президента КР решение было пересмотрено.

## Основные задачи
К 1980-м годам работа в Ботаническом саду велась по 4 направлениям:
- создание коллекционного фонда мировой флоры;
- сохранение растений природной зоны и введение их в культуру;
- изучение биологических особенностей растений в новых условиях произрастания;
- устройство специальных экспозиций для ведения научно-просветительской работы и пропаганды ботанических знаний.